# Tavèrnoles
Tavèrnoles település Spanyolországban, Barcelona tartományban. Lakosainak száma 341 fő (2024).

## Fekvése
Tavèrnoles Les Masies de Roda, Vilanova de Sau, Sant Sadurní d’Osormort, Folgueroles és Gurb községekkel határos.

## Népesség
A település lakosságának változását az alábbi diagram mutatja:
| Lakosok száma | 125  | 306  | 380  | 267  | 211  | 285  | 302  | 317  | 316  | 341  |
|               | 1717 | 1887 | 1936 | 1960 | 1986 | 2004 | 2009 | 2014 | 2019 | 2024 |